# Gouviães
Gouviães ist eine Ortschaft und eine ehemalige Gemeinde im Norden Portugals.

## Geschichte
Die Gemeinde Gouviães entstand vermutlich weit nach der Reconquista. Um 1520 war sie erstmals als eigenständige Gemeinde vorgesehen, die sie kurz später auch wurde.
Zum 29. September 2013 wurde die Gemeinde Gouviães im Zuge der administrativen Neuordnung mit der Gemeinde Ucanha zur neuen Gemeinde União das Freguesias de Gouviães e Ucanha zusammengeschlossen. Hauptsitz der neuen Gemeinde wurde Gouviães.

## Verwaltung
Gouviães war Sitz einer gleichnamigen (Freguesia) im Kreis (Concelho) von Tarouca, im Distrikt Viseu. In der ehemaligen Gemeinde leben 401 Einwohner (Stand 30. Juni 2011). Seit September 2013 ist Gouviães Sitz der neuen Gemeinde União das Freguesias de Gouviães e Ucanha.
Die ehemalige Gemeinde Gouviães bestand aus zwei Ortschaften:
- Gouviães
- Eira Queimada